# Madame X (film fra 1918)
 For alternative betydninger, se Madame X. (Se også artikler, som begynder med Madame X)
Madame X er en amerikansk stumfilm fra 1918 af Reginald Barker.

## Medvirkende
- Bessie Barriscale - Jeanne Beaufort
- Edward Coxen - John Armitage
- Howard Hickman - Henry Morgan
- Joseph J. Dowling - John Kennedy
- David Hartford - Alan Crandall